# Cantó de Joinville
El cantó de Joinville és un cantó francès del departament de l'Alt Marne, situat al districte de Saint-Dizier. Té 15 municipis i el cap és Joinville.

## Municipis
- Autigny-le-Grand
- Autigny-le-Petit
- Blécourt
- Chatonrupt-Sommermont
- Curel
- Ferrière-et-Lafolie
- Fronville
- Guindrecourt-aux-Ormes
- Joinville
- Mathons
- Nomécourt
- Rupt
- Suzannecourt
- Thonnance-lès-Joinville
- Vecqueville

## Història
| Data d'elecció                           | Identitat         | Partit                       | Qualitat |
| ---------------------------------------- | ----------------- | ---------------------------- | -------- |
| 1945-1951                                | M. Lebert         | SFIO                         |          |
| 1951-1988                                | Raymond Hanin     | RPF, després RI, després UDF |          |
| 1988-2001                                | Jacqueline Hanin  | UDF, després DL              |          |
| 2001-2008                                | Gérard Heisert    | Divers droite                |          |
| 2008-                                    | Bertrand Ollivier | Sense etiqueta               |          |
| les dades anteriors no són pas conegudes |                   |                              |          |
|                                          |                   |                              |          |

## Demografia
| A partir de 1990: Població sense dobles comptes |